# Turkova dolina
Turkova dolina (polsky Dolinka Turkowa, německy Türks Tälchen) je malá dolina mezi jihovýchodní ramenem Zadného Holého vrchu a Veľkou kopou jihozápadně od Garajové doliny ve Vysokých Tatrách. Je bočním, orograficky pravým údolím Kôprové doliny.

## Název
Souvisí s někdejším hornictvím v kriváňské oblasti. Türkovci (Türckh) byli důlní podnikatelé, kteří žili v Hybech a v 17. století dolovali nejen na Kriváni, ale sehráli významnější roli i v dějinách spišského hornictví. Zeměpisný název je poslovenštěnou formou jejich příjmení.

## Turistika
Do doliny nevedou turistické stezky.